# Assomada
Assomada es una ciudad caboverdiana del municipio de Santa Catarina.
Es la capital del municipio.

## Geografía
La ciudad está situada en la isla de Santiago.

## Organización territorial
La ciudad abarca los lugares y barrios de:
- Achada Riba
- Atrás de Banco
- Bolanha
- Centro  (Cidade)
- Chã de Santos
- Covão
- Covão ribeiro
- Cruz Vermelha
- Cumbén
- Cutelo
- Cutelo Torre
- Espinho Branco
- Leiria
- Lém Vieira
- Matinho
- Nhagar
- Pedra Barro
- Ponta Fonte Lima
- Portãozinho
- Tarafalinho
- Traz d'Empa

## Demografía
Gráfica demográfica de la ciudad de Assomada:
| Gráfica de evolución demográfica de Assomada entre 1980 y 2021 |
|                                                                |

## Economía
Assomada es un importante centro comercial, donde confluyen un ambiente rural y urbano. El centro de la población tiene un importante número de edificios de estilo colonial portugués, que testimonian su pasado histórico. Pero además, partiendo de ese núcleo urbano, la ciudad ha tenido un crecimiento notable desde la independencia de Cabo Verde, en gran medida debido a la afluencia de personas desde el interior y desde otras islas en busca de trabajo.

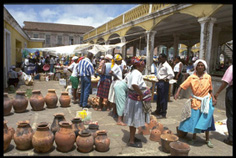
Mercado de Assomada. S. Catarina.

### Mercado
El mercado de Assomada es considerado como el mayor y más concurrido de la isla de Santiago, com una enorme variedad de productos agrícolas y artículos diversos. 

## Patrimonio
En el aspecto cultural, es destacable el Museo de la Tabanka. Ubicado en el edificio de la antigua Repartição da Fazenda e dos Correios, considerado património histórico-cultural por su diseño arquitectónico, el actual Centro Cultural de Assomada se encuentra en el centro de la ciudad. El Museo de la Tabanka organiza exposiciones temporales y diversos espectáculos, procurando promover y dinamizar la vida cultural del municipio de Santa Catarina y del interior de la isla de Santiago. El museo tiene también un valioso conjunto de documentación gráfica y escrita sobre la tabanca, un original desfile local en el cual son  ridiculizadas las figuras sociales tradicionales. 

## Educación
La ciudad tiene un centro de educación secundaria llamado Liceo Amílcar Cabral.

## Sanidad
Tiene un hospital regional con el nombre de Hospital Santa Rita Vieira.

## Festividades
El 24 de noviembre son las fiestas de Nha Santa Catarina.